# Championnat d'Argentine de football 1952
Navigation
Saison précédente Saison suivante
La saison 1952 du Championnat d'Argentine de football est la 22e édition professionnelle de la première division argentine. Le championnat rassemble les 16 meilleures équipes du pays au sein d'une poule unique, où chaque club rencontre tous ses adversaires deux fois. En fin de saison, le dernier du classement est relégué et remplacé par le vainqueur de la Segunda División.
C'est le club de River Plate qui termine en tête du championnat et remporte le 10e titre de champion d'Argentine de son histoire.

## Les 16 clubs participants
| \| Buenos Aires La Plata Rosario \| Villes représentées lors de la saison 1952 |
| Buenos Aires La Plata Rosario                                                  |

- Boca Juniors
- San Lorenzo de Almagro
- Estudiantes (La Plata)
- River Plate
- Racing Club
- Independiente
- Lanús
- Atlanta
- Huracán
- Ferro Carril Oeste
- Vélez Sársfield
- Platense
- Banfield
- Chacarita Juniors
- Newell's Old Boys (Rosario)
- Rosario Central - Promu de Segunda Division

## Compétition

### Classement
Le classement est établi en utilisant le barème suivant :
- Victoire : 2 points
- Match nul : 1 point
- Défaite, forfait ou abandon : 0 point

| Rang | Équipe                      | Pts | J  | G  | N  | P  | Bp | Bc | Diff |
| ---- | --------------------------- | --- | -- | -- | -- | -- | -- | -- | ---- |
| 1    | River Plate                 | 40  | 30 | 17 | 6  | 7  | 65 | 48 | +17  |
| 2    | Racing Club T               | 39  | 30 | 13 | 13 | 4  | 50 | 33 | +17  |
| 3    | Independiente               | 35  | 30 | 13 | 9  | 8  | 72 | 58 | +14  |
| 3    | Huracán                     | 35  | 30 | 14 | 7  | 9  | 59 | 49 | +10  |
| 5    | Banfield                    | 33  | 30 | 13 | 7  | 10 | 54 | 44 | +10  |
| 6    | Vélez Sársfield             | 32  | 30 | 10 | 12 | 8  | 54 | 44 | +10  |
| 6    | Lanús                       | 32  | 30 | 12 | 8  | 10 | 54 | 50 | +4   |
| 6    | San Lorenzo de Almagro      | 32  | 30 | 13 | 6  | 11 | 45 | 47 | -2   |
| 9    | Platense                    | 31  | 30 | 12 | 7  | 11 | 67 | 61 | +6   |
| 10   | Boca Juniors                | 30  | 30 | 11 | 8  | 11 | 50 | 39 | +11  |
| 11   | Chacarita Juniors           | 29  | 30 | 12 | 5  | 13 | 48 | 48 | 0    |
| 12   | Estudiantes (La Plata)      | 28  | 30 | 10 | 8  | 12 | 58 | 54 | +4   |
| 13   | Rosario Central P           | 27  | 30 | 10 | 7  | 13 | 48 | 62 | -14  |
| 14   | Ferro Carril Oeste          | 24  | 30 | 9  | 6  | 15 | 38 | 57 | -19  |
| 15   | Newell's Old Boys (Rosario) | 23  | 30 | 6  | 11 | 13 | 34 | 55 | -21  |
| 16   | Atlanta                     | 10  | 30 | 2  | 6  | 22 | 52 | 99 | -47  |

|  | Champion d'Argentine 1952                         |
|  | Relégation en Segunda División                    |
|  | T : Tenant du titre P : Promu de Segunda División |

## Bilan de la saison
| Tableau d'Honneur                   |             |
| Compétition                         | Vainqueur   |
| Championnat d'Argentine de football | River Plate |

| Promotions et relégations   |                               |
| Promu en Primera Division   | Gimnasia y Esgrima (La Plata) |
| Relégué en Segunda Division | Atlanta                       |